# أحلام متوحشة (رواية)
أحلام متوحشة هي رواية كتبتها باربرا كينجسولفر عام 1990.
عادت امرأة تدعى كوزيما نولين«كودي» إلى مسقط رأسها في جريس في أريزونا لمساعدة أبيها المتقدم في السن الذي كان يهزم في صراعه مع مرض الزهايمر تدريجيًا. وهناك تتولى منصب معلمة الأحياء في مدرسة ثانوية محلية، وتقيم مع صديقتها القديمة ايميلينا من المدرسة الثانوية.
تتميز رواية أحلام متوحشة بالأسلوب المميز الخاص بكينجزسولفر وهو التنقل بين وجهات النظر في الرواية. إن معظم فصول الرواية تمت روايتها من وجهة نظر «كودي» بينما البقية فكانت من وجهة نظر والدها هومر. وتهدي كنجزسولفر هذا الكتاب لبن ليندر اللذي قتل على يد جماعات اليمين المتطرف (الكونترا) المدعومة من الولايات المتحدة والمناهضة للحكومة في نيكياراغوا في اليوم الثامن عشر من شهر نيسان عام 1987
وتتناول الرواية مواضيع خاصة بسكان أمريكا الأصليين وأولئك الذين من أصول هسبانية. وفي الرواية انتقلت أخت «كودي», هاليميديا «هولي» إلى نيكاراجوا لتقوم بتعليم السكان المحليين طرق مستدامة للزراعة وتموت بعد أن تقوم جماعة الكونترا باحتجازها. وأحد المحاور السياسية في الرواية هو صراع البلدة الصغيرة ضد شركة الجبل الأسود للاستثمار المنجمي التي كانت سببًا في تلويث مياه النهر وكانت على مقربة من تدمير سبيل الرزق الرئيس الخاص ببلدة جريس وهي بساتين الفاكهة.
بالإضافة إلى الموضوعات السياسية كهذه، تبرز الكثير من روايات كينجزسولفر ايضاً صورًا ومحاورًا من علم الأحياء. رواية أحلام متوحشة غنية بالصور والمواضيع الطبيعية وتصوير الطبيعة ودراسة العالم المخلوق. وكما في غالبية روايات كينجزسولفر، هذه الرواية أيضاً مربوطة بالفكاهة اللطيفة.

## ملخص الحكاية
تفتتح رواية أحلام متوحشة  بفصل يرويه د.هومر من وجة نظره بصيغة الغائب وهذا يؤسس سردًا صوتيًا مزدوجًا يتنقل بين الأحلام وذكريات الماضي وأحداث الحاضر. يتذكر د.هومر ابنتيه كودي وهولي، عنما كانتا صغيرتين ووالدتهما متوفاة.
وفي الفصل الثاني، سردت القصة بصيغة المتكلم من وجهة نظر كودي، وتبدأ الحبكة هنا.إذ تغادر هولي توسان في أريزونا إلى نيكاراغوا حيث كانت تقيم مع كودي كارلو. وتعتزم على تقديم المساعدة للنظام الشيوعي حديث العهد لزراعة المحاصيل.
وتبعا لذلك بفترة قصيرة، تغادركودي توسان أيضًا لتعود لبلدتها الريفية الصغيرة جريس وتساعد والدها المريض ولتقوم أيضًا بتدريس مادة الأحياء للمرحلة الثانوية. كانت العودة إلى جريس بالنسبة لكودي مشحونة بالصعوبات بسب شعورها الدائم بأنها دخيلة كما أنه لم يكن لديها علاقة وثيقة تربطها بوالدها قط. وتثير عودتها أطيافًا عدة لأسرارٍ تدور حول كودي وماضي عائلتها مثلًا إخفاقها في حصولها على الرخصة الطبية على الرغم من أنها كانت تداوم في كلية الطب وموت والدتها وطفلها وعلاقة عائلتها مع بقية المجتمع.
و في جريس تمكث كودي في بيت الضيوف الخاص بصديقتها إيميلينا دومينجوس.و بينما كانت الامرأتان  تتبادلان الحديث، تنكشف علاقة كودي ولويد بيريغرينا في المدرسة الثانوية. ولويد هو صديق زوج ايميليا المدعو ج.ت. وما زال يعيش ويعمل في البلدة. وبعد عودتها لجريس مجددً يغمرها الشعور بأنها غريبة مرةً أخرى. كانت والدة كودي وهولي قد توفيت بعد مولد هولي بوقت قصير. وتتذكر كودي كيف أصيبت بالإجهاض  مرة في عمر صغير وأسقطت طفلًا ولم تخبر أحدًا بذلك. كان والدها وطبيب البلدة على علم بهذا الموقف لكن كودي لم تكن تعلم بمعرفتهم بالأمر.
تلتقي كودي ولويد مجدداً ويبدآن علاقة جديدة.  وكان لويد الذي يعود أصله إلى سكان أمريكا الأصليين  قد نشأ في محمية مجاورة، أما الآن فهو مستعد ليؤسس علاقة جدية وملتزمة، لكن كودي لم تكن على استعداد فهي لم تستطع تقبل فكرة الإقامة في مكانٍ واحد أو أن  تحب شخصًا واحدًا. ويتقبل لويد تناقضها وترددها. ويواصل كلاهما لقاء الآخر ويعلم لويد كودي أمورًا عن ثقافات سكان أميركا الأصليين.

## الجوائز
- جائزة نادي القلم للأدب القصصي غرب الولايات المتحدة الاميركية - جائزة إدوارد آبي للأدب القصصي في مجال الأدب القصصي البيئي
- اختارته الجمعية الاميركية للمكتبات بصفته كتابًا مرموقًا وو اختارته جمعية أريزونا للمكتبات بوصفه كتاب العام وكان أيضًا كتاب نيويورك تايمزالمرموق

## وصلات خارجية
- احلام متوحشة رواية على موقع الموسوعة البريطانية (الإنجليزية)